# 추곡초등학교
추곡초등학교는 대한민국 강원특별자치도 춘천시에 있는 초등학교다.

## 학교 연혁
- 1963.03.01 추곡국민학교 개교
- 1965.04.01 개교기념식
- 1985.03.05 병설유치원 개원
- 1995.02.28 오항분교장 통폐합
- 1996.03.01 추곡초등학교로 개명
- 2014.03.01 제14대 교장 강윤미 부임
- 2015.02.13 제50회 졸업식(총 701명 졸업)